# سیاست فیدل کاسترو
فیدل کاسترو خود را سوسیالیست، مارکسیست و یک لنینیست می‌دانست. به عنوان یک مارکسیست و لنینیست، کاسترو شدیداً به تبدیل کوبا و جهان گسترده‌تر، از یک سیستم سرمایه‌داری که در آن افراد محدودی مالک ابزار آلات تولید هستند به یک نظام سوسیالیستی که در آن کارگران مالک ابزار آلات تولید هستند معتقد بود.